# Сьєрро-Ель-Піталь
Сьєрро-Ель-Піталь (ісп. Cerro El Pital) — гора на кордоні Сальвадору (департамент Чалатенанго, муніципалітет Сан-Ігнасіо) та Гондурасу (департамент Окотепеці, муніципалітет Окотепеке). Маючи висоту 2730 метрів над рівнем моря, є найвищою точкою Сальвадору і третьою горою Гондурасу.

## Клімат
З листопада по лютий температура на вершині гори коливається від -6 °С до 10 °С, в решту пори року - від 5 °С до 20 °С: це найхолодніше місце Сальвадора. Рекордно низькі температури: -6,2 °С у січні, 0°С було зафіксовано у травні та серпні, 1 °С — у червні та липні.
За рік на гору випадає 1534 мм осадків. Найвологіший місяць — вересень (290 мм), найсухіший — квітень (6 мм).

## Опис
Гора Сьєрро-Ель-Піталь входить до складу хребта Сьєрра-Мадре-де-Чьяпас.
Найближчі більш-менш великі населені пункти: Окотепеке (бл. 8 км на північний захід по прямій), Сан-Ігнасіо (бл. 8 км на південний захід по прямій, 15 км по дорозі) і Ла-Пальма (бл. 9 км на південний захід прямою).
Площа буферної зони гори, покритої «туманними лісами», становить 38 км. Незважаючи на охорону цих лісів, на сьогодні близько половини з них уже вирубано.
Сходження на Сьєрро-Ель-Піталь є популярним туристичним маршрутом для сальвадорців. У цих лісах зустрічаються рідкісні рослини та тварини, найцікавіші з яких — птахи роду Pharomachrus та Euptilotis neoxenus. Поблизу вершини облаштовані місця для пікніків зі столиками та лавками, стоять кілька гостьових будинків, цим маршрутом можна піднятися на автомобілі ґрунтовою дорогою.

## Див.також
● Перелік гірських вершин Центральної Америки
● Перелік країн за найвищими точками